# Тунис на Светском првенству у атлетици на отвореном 2017.
Тунис је учествовао на Светском првенству у атлетици на отвореном 2017. одржаном у Лондону од 4. до 13. августа, петнаести пут, односно учествовао је на свим првенствима до данас осим на 3. првенству одржаном у Токију 1991. године. Репрезентацију Туниса је представљало је 3 атлетичара (2 мушкарца и 1 жена) који су се такмичили у 3 дисциплине (2 мушке и 1 женска).,
На овом првенству представници Туниса нису освојили ниједну медаљу нити су остварили неки резултат.

## Учесници
| Мушкарци: - Abdessalem Ayouni — 800 метара - Raouf Boubaker — 3.000 метара препреке | Жене: - Чахинез Насри — 20 км ходање |

## Резултати

### Мушкарци
| Атлетичар         | Дисциплина       | Лични рекорд | Квалификације | Квалификације | Полуфинале | Полуфинале | Финале                | Финале       | Детаљи |
| Атлетичар         | Дисциплина       | Лични рекорд | Резултат      | Место         | Резултат   | Место      | Резултат              | Место        | Детаљи |
| ----------------- | ---------------- | ------------ | ------------- | ------------- | ---------- | ---------- | --------------------- | ------------ | ------ |
| Abdessalem Ayouni | 800 м            | 1:45,63      | 1:46,19 кв    | 4. у гр. 1    | 1:47,39    | 7. у гр. 1 | Нису се квалификовали | 15 / 44 (49) |        |
| Raouf Boubaker    | 3.000 м препреке | 8:30,67      | 8:46,25       | 14. у гр. 2   |            |            | Нису се квалификовали | 39 / 44 (45) |        |

### Жене
| Атлетичарка   | Дисциплина   | Лични рекорд | Квалификације | Квалификације | Финале   | Финале       | Детаљи |
| Атлетичарка   | Дисциплина   | Лични рекорд | Резултат      | Место         | Резултат | Место        | Детаљи |
| ------------- | ------------ | ------------ | ------------- | ------------- | -------- | ------------ | ------ |
| Чахинез Насри | 20 км ходање | 1:34:35 НР   |               |               | 1:35:45  | 39 / 52 (61) |        |